# 长沙滨江文化园
长沙滨江文化园位于长沙市湘江与浏阳河交汇处的北辰三角洲上，紧邻湘江大道北段，园内分布有长沙博物馆、长沙市规划展示馆、长沙图书馆、长沙音乐厅等文化场馆及景观塔等周边设施，合称“三馆一厅”。长沙滨江文化园景区为国家4A级旅游景区。
文化园区占地总面积为186亩，原为长沙化工厂所在地。工程总建筑面积约15.5万平方米，其中：博物馆3.42万平方米，图书馆3.13万平方米，音乐厅2.76万平方米，景观塔650平方米，地下架空层6.11万平方米，原核定概算总投资为13.76亿元。

## 历史沿革
建设工程于2006年8月奠基，2007年12月正式开工，是长沙市政改造和文化建设的重点工程项目。
整片园区于2015年12月28日全面对外开放，成为长沙市文化观光的新地标。

## 图集

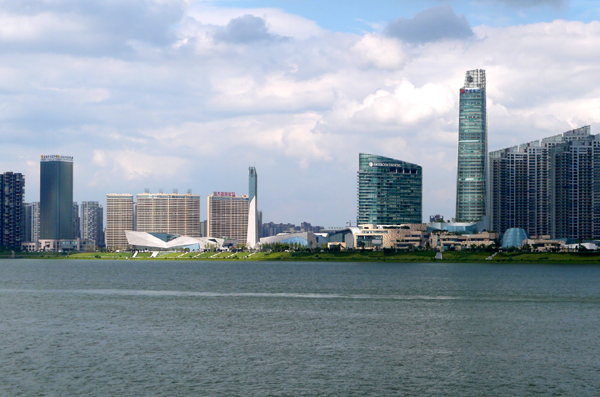
从湘江西岸眺望滨江文化园
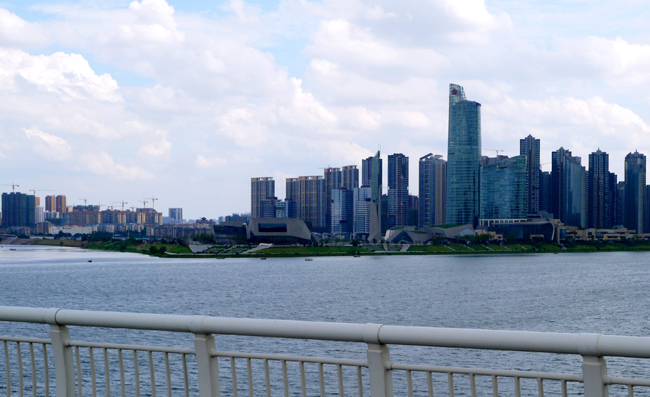
从福元路湘江大桥眺望滨江文化园（左侧为浏阳河，右侧为湘江）
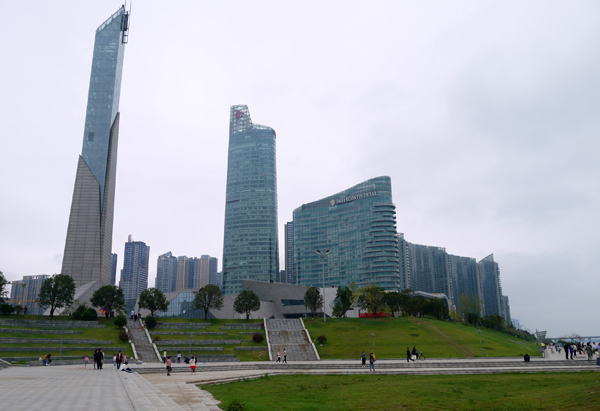
滨江文化园全景
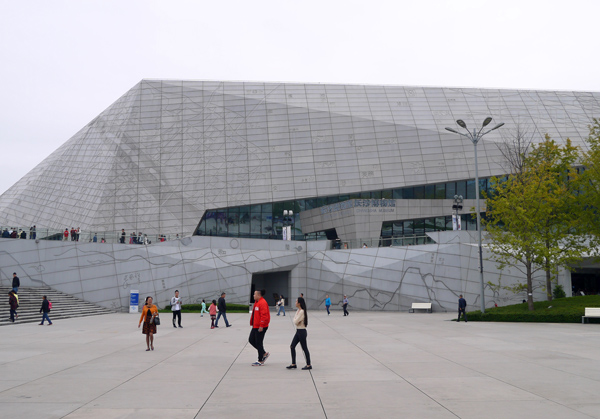
长沙博物馆外观
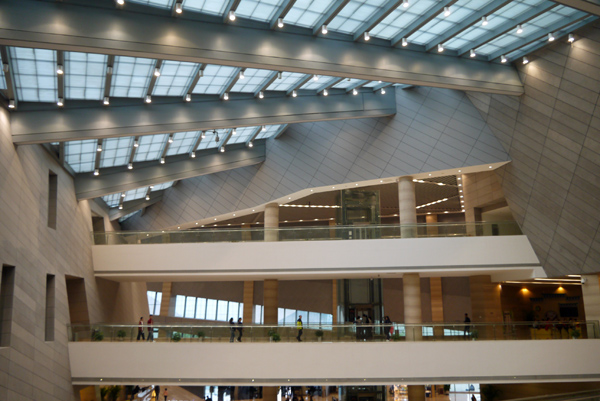
长沙博物馆内部
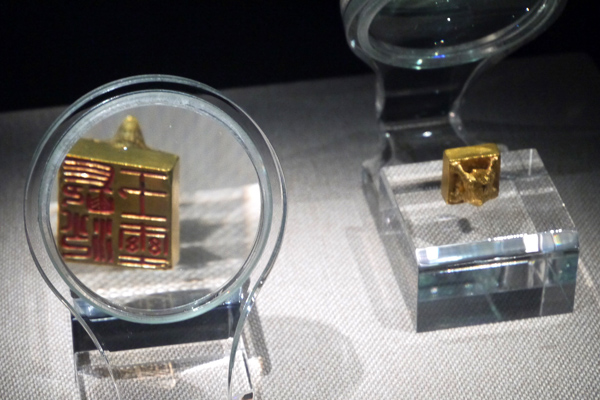
长沙王玺金印
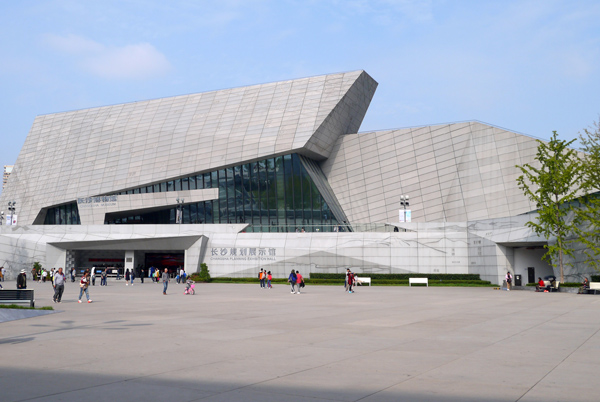
长沙规划展示馆外观
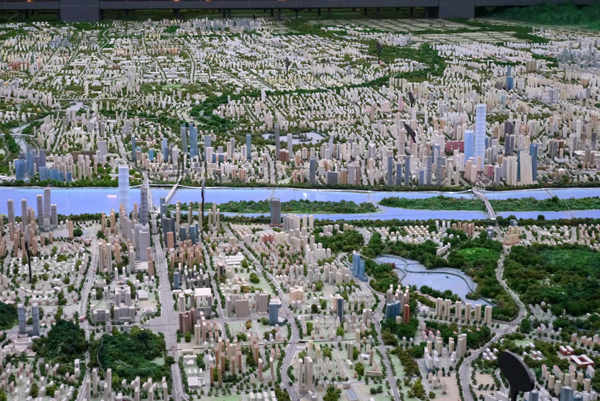
规划馆内的长沙规划微缩模型
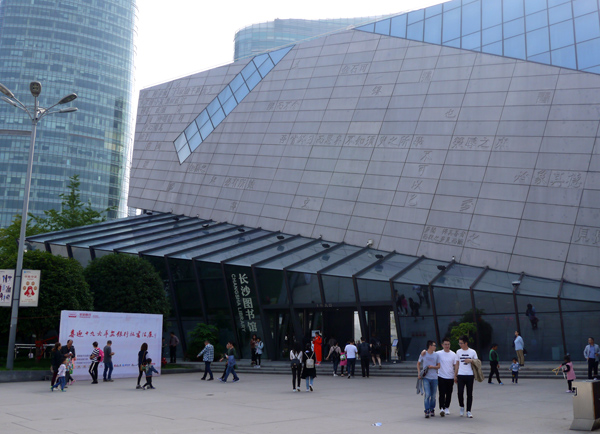
长沙图书馆外观
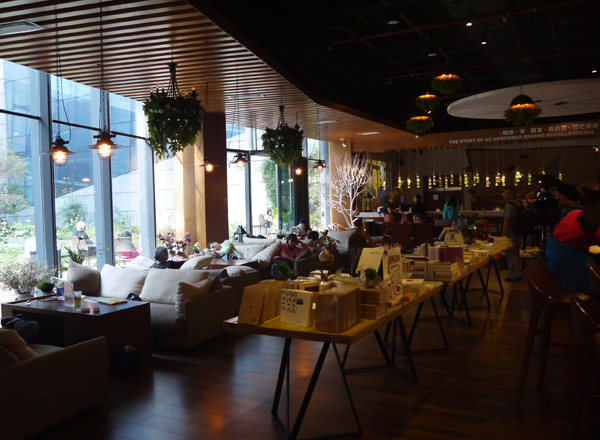
长沙图书馆内部
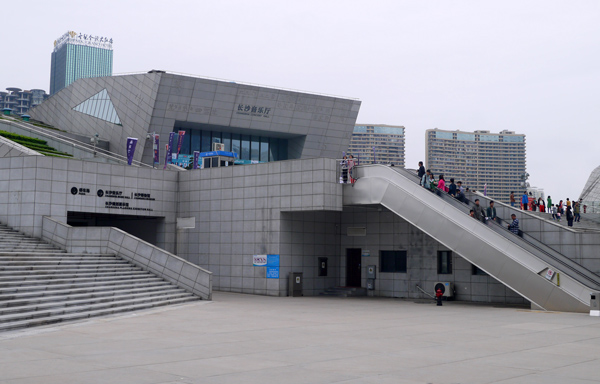
长沙音乐厅
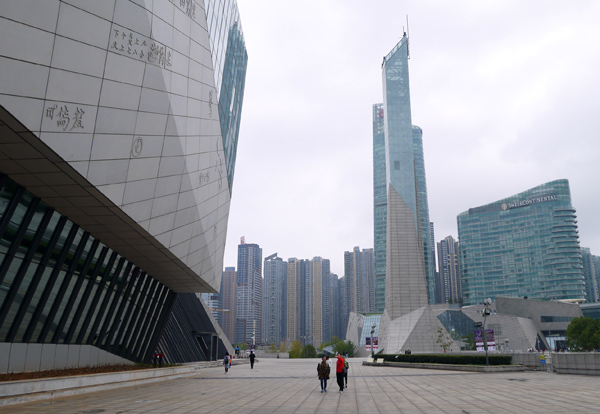
滨江观光塔

## 交通
- 公交：乘坐520路、804路，在滨江文化园站下车；或乘坐2路、357路、520路，在北辰三角洲站下车。
- 地铁：乘坐长沙地铁1号线，在北辰三角洲站下车。